# Parlamento del Líbano
El Parlamento del Líbano (en árabe: مجلس النواب Majlis an-Nuwwab; en francés: Chambre des députés) es el órgano legislativo de la República Libanesa. Está compuesto por una única cámara, en la que se reúnen un total de 128 representantes. En el Acuerdo de Taif de 1989, que puso fin a la guerra civil, se fijó la paridad del número de diputados entre cristianos y musulmanes como reflejo de la diversidad religiosa del país.
Los miembros del Parlamento libanés son elegidos por sufragio universal para un periodo legislativo de 4 años. Entre las funciones de la Cámara se encuentran la elección del Presidente de la República para un mandato de 6 años, autorizar al primer ministro y a los miembros del Gobierno a propuesta del Presidente, y aprobar las leyes y presupuestos de la República Libanesa.

## Distribución confesional
El sistema parlamentario libanés funciona a través del principio de distribución confesional, por el cual cada grupo religioso tiene asignado un número fijo de diputados. Desde la creación del Parlamento en 1932 durante el mandato francés hasta el estallido de la guerra civil en 1972 existió una relación de 6:5 entre cristianos y musulmanes, si bien tras la firma de la paz de 1989 en la ciudad saudí de Taif se estableció en actual sistema paritario, que otorga el mismo número de asientos a las confesiones cristianas e islámicas.
Igualmente se señaló que la Presidencia del Parlamento correspondería a un ciudadano musulmán chií, mientras que el número de escaños aumentó de 99 a 128, de los cuales 43 son Católicos (33.6 %) , 27 son Sunitas (21%) , 27 son Chiitas (21%) , 20 son Ortodoxos ( 15.6 %), 8 son Drusos (6.2%) , 2 son Alawitas (1.5%) y uno Evangélico (0.8%).
| Confesión            | Antes de Taif | Después de Taif |
| -------------------- | ------------- | --------------- |
| Maronitas            | 30            | 34              |
| Ortodoxos orientales | 11            | 14              |
| Católicos orientales | 6             | 8               |
| Ortodoxos armenios   | 4             | 5               |
| Católicos armenios   | 1             | 1               |
| Protestantes         | 1             | 1               |
| Otros cristianos     | 1             | 1               |
| Cristianos           | 54            | 64              |
| Sunitas              | 20            | 27              |
| Chiitas              | 19            | 27              |
| Drusos               | 6             | 8               |
| Alawitas             | 0             | 2               |
| Musulmanes           | 45            | 64              |
| Total                | 99            | 128             |

## Composición

Futuro: 29
FPM: 18
Amal: 13
Independientes: 12
Hezbolla: 11
PSP: 8
LF: 8
Kataeb: 5
Marada: 3
Ba'at: 2
SSNP: 2
Dashnak: 2
Hunchak: 2
Gloria: 2
Murr: 2
Solidaridad: 1
DL: 1
Ramgavar : 1
LDP: 1
NL: 1
Jamaa al-Islamiya: 1
Vacantes: 3

| Futuro: 29 FPM: 18 Amal: 13 Independientes: 12 Hezbolla: 11 PSP: 8 LF: 8 Kataeb: 5 Marada: 3 Ba'at: 2 SSNP: 2 | Dashnak: 2 Hunchak: 2 Gloria: 2 Murr: 2 Solidaridad: 1 DL: 1 Ramgavar : 1 LDP: 1 NL: 1 Jamaa al-Islamiya: 1 Vacantes: 3 |

### Elecciones legislativas de 2009
| Bloque del Cambio y la Reforma | Bloque del Cambio y la Reforma                                            | 29 |
| ------------------------------ | ------------------------------------------------------------------------- | -- |
|                                | Movimiento Patriótico Libre (Tayyar Al-Watani Al-Horr)                    | 19 |
|                                | Partido Democrático Libanés (Hizb al-democraty al-lubnany)                | 4  |
|                                | Movimiento Marada (Tayyār Al-Marada)                                      | 3  |
|                                | Federación Revolucionaria Armenia (Tashnag)                               | 2  |
|                                | Solidaridad (Hizb Al-Tadamon Al-Lubnany)                                  | 1  |
| Alianza del 8 de marzo         | Alianza del 8 de marzo                                                    | 29 |
|                                | Movimiento Amal (Harakat Amal)                                            | 13 |
|                                | Hezbolá (Hezbollah)                                                       | 12 |
|                                | Partido Social Nacionalista Sirio (al-Hizb al-Qawmi al-souri al ijtima'i) | 2  |
|                                | Partido Baaz Árabe Socialista (Hizb Al-Ba'ath Al-'Arabi Al-Ishtiraki)     | 2  |
| Independientes                 | Independientes                                                            | 10 |
|                                | Partido Socialista Progresista (al-hizb al-taqadummi al-ishtiraki)        | 7  |
|                                | Movement Majd (Harakat Majd)                                              | 2  |
|                                | Otros                                                                     | 1  |
| Total                          | Total                                                                     | 68 |

| Alianza del 14 de marzo | Alianza del 14 de marzo                                                      | 58 |
| ----------------------- | ---------------------------------------------------------------------------- | -- |
|                         | Movimiento del Futuro (Tayyar Al Mustaqbal)                                  | 26 |
|                         | Fuerzas Libanesas (al-Quwāt al-Lubnāniyya)                                   | 8  |
|                         | Kataeb (Hizb al-Kataeb)                                                      | 5  |
|                         | Bloque Murr                                                                  | 2  |
|                         | Partido Socialdemócrata Hunchakian (Սոցիալ Դեմոկրատ Հնչակյան Կուսակցություն) | 2  |
|                         | Grupo Islámico (Jamaa al-Islamiya)                                           | 1  |
|                         | Partido Liberal Demócrata Armenio (Ramgavar Party)                           | 1  |
|                         | Partido Nacional Liberal (Hizbu-l-waTaniyyīni-l-aHrār)                       | 1  |
|                         | Movimiento de la Izquierda Democrática (Harakat Al-Yassar Al-Dimuqratiy)     | 1  |
|                         | Independientes                                                               | 11 |